# Туризъм в Копривщица
Развитият туризъм в Копривщица се дължи на привлекателността на града като носител на духовност, история, култура и фолклорни традиции.
Богатата Възрожденска архитектура, етнографските и историческите забележителности съставят уникален по своя характер архитектурен ансамбъл, с добре поддържани музеи, мемориали, туристически маршрути, и не на последно место Свети места.Тук се провеждат редовни културни изяви: Национален събор на българското народно творчество, Летни фолклорни празници „С Копривщица в сърцето“ и се връчва Националната литературна награда „Димчо Дебелянов“. Ежегодно на площад „20-ти Април“ на 1 и 2 май е организирано честване на Априлското въстание, проведено за първи път през 1926 г.От 2018 година може да бъде посещаван и набиращият популярност фестивал „Празник на копришкия брабой“.Дрги културни мероприятия, подходящи за наблюдение и участие в тях са провежданите „Каравелова седянка“, пред родния дом на Любен Каравелов, а всяка събота през лятото на Мегданското хоро на площад „20-ти Април“.
В ресора на създадената в началото на модерното музейно дело в Копривщица Дирекцията на музеите през 1956 г. с цел запазване, съхраняване и популяризиране на културно-историческото наследство на града се намират: Къща музей Любен Каравелов, Къща музей „Димчо Дебелянов“, битов музей Лютова къща, къща музей „Тодор Каблешков“, къща музей „Георги Бенковски“, музей на Просветно дело, галерия Палавееви къщи и етнографски музей „Тепавица и валявица“.В града могат да бъдат посетени популярните Ослекова къща и класното училище „Св. Св. Кирил и Методий“.
В град Копривщица, намиращ се на 21-во място в световната класация на Японската асоциация на травъл агенциите е създаден Туристически посетителски център „Богдан“ за информация на желаещите.
Градът освен за познавателен и културен туризъм е добър и с многобройните си туристически маршрути, с продължителния си сезон и разнообразени терени е подходящо место за пешеходен, вело, мото, приключенски, селски и ловен туризъм.
На 2 юни в Софийска градска художествена галерия в столицата Кметът на община Копривщица, подписва Национална харта на градовете с исторически зони в България за учредяване на „Национална асоциация за развитие на историческите зони в България“. Пръв подпис на Хартата полага Министърът на културата, като документът е подписан и от кметовете на градовете – учредители: София, Пловдив, Варна, Бургас, Русе, Велико Търново, Габрово, Несебър и Копривщица. Предвидена е възможност за присъединяване в бъдеще и на други градове, приемащи нейните принципи и отговарящи на условията за членство в устава.

## Екотуризъм
Община Копривщица е една от 27-те общини, които в края на 2004 г. печелят проект за развитие на екологичен туризъм. Това стана възможно благодарение на уникалните природни, културно-исторически забележителности и природни дадености на Копривщица, както и на инициативата на общинското ръководството и местните граждански организации. В това отношение Копривщица взима мерки за:
- Съхраняване на биоразнообразието;
- Повишаване благополучието на местните хора;
- Опазване на околната среда;
- Опознаване и съхраняване на природата, традиционния бит и култура;
- Отговорно поведение на туристите и туристическия бизнес към природното и културно богатство;
- Предоставяне на туристически услуги от малкия бизнес на малки туристически групи;
- Минимално използване на природни ресурси, които не могат да се самовъзстановяват.

На територията на Община Копривщица са изградени и се популяризират 11 еко пътеки, с изградени туристически заслони, сред които основна е тази до вр. Богдан, като за всички следва да бъдат предвидени действия за поддръжка, маркировка и реклама.

## Туристически обекти

### По калдаръмените улици
- Къща музей „Любен Каравелов“ – Къща музей „Георги Бенковски“ – Паметника на Бенковски – Храм „Св. Николай“ – Жив музей „Старото училище“ – музей „Лютова къща“ – Мостът на Първата пушка – къща музей „Тодор Каблешков“ – храм „Успение Богородично“ – гроба на поета Димчо Дебелянов – художествена галерия „Палавееви къщи“ – къща музей „Димчо Дебелянов“ – паметника на Найден Геров – музей „Ослекова къща“.
- Къща музей „Любен Каравелов“ – Мавзолей костница в чест на Априлци – Жив музей „Старото училище“ – музей „Лютова къща“ – Мостът на Първата пушка – къща музей „Тодор Каблешков“ – храм „Успение Богородично“ – гроба на поета Димчо Дебелянов – музей „Ослекова къща“.

### Свети места за поклонение
- Църква Свето Успение Богородично[2]
- Храм на Светителя отца нашего Николая[2]
- Връх Св. Атанас – намира се северно от града[2]
- Оброчище „Св. Николай“ – намира се североизточно от града[14]
- Връх Св. Петка – намира се на изток[2]
- Оброчище Св. Илия – намира се източно от града, вляво от пътя за Клисура[15]
- Параклис „Св. Спас“ – намира се югоизточно от града[16]
- Връх Петровден – намира се южно от града[2]
- Върховете Поп и Попадия – намират се на запад от града[2]
- Оброчище „Св. Дух“ – намира се западно от града[17]
- Оброчище „Св. Георги“ – намира се западно от града, над оброчището „Св. Дух“[18]
- Оброчище „Св. Св. Козма и Дамян“ – намира се северозападно от града, над Средна махала[19]
- Гробищен параклис „Св. архангел Михаил“ – намира се в северния край на града, в гробищния парк в местността „Длъга Рада“[20]
- Оброчище „Св. Димитър“ – намира се северно от града, на едноименния връх[21]
- Връх Св. Лука – северозападно от града[2]
- Параклис „Св. Мина“ в местността Кулата. Намира се на около 7 км. от града по пътя за гр. Стрелча[22]

## Туристически маршрути

### „С раница на гръб по пътеките на красивото Средногорие“
- „По пътя на Кървавото писмо“ – Копривщица – местност „Равна поляна“ – връх Бич (1449 m) – местност „Каравелова поляна“ – Копривщица[23]
- „Хубава си, моя горо“ – Копривщица – река Райново дере – връх Поп (1400 m) – местност „Каравелова поляна“ – Копривщица[24]
- „Изпроводяк на копривщенските гурбетчии“ – Копривщица – местност „Сополивите камъни“ – Кривото дърво – Копривщица[25]
- „По хайдушките пътеки“ – Копривщица – връх Св. Димитър – връх Св. Лука – Хайдушки кладенец – местност Равна поляна – Бяла река – Копривщица[26]
- „Пътека на здравето“ – Копривщица – връх Св. Димитър – Копривщица[27]
- „По следите на най-старата история на Копривщица“ – Копривщица – параклис „Св. Спас“ – връх Св. Петка – Тракийски могили – връх Св. Никола – Копривщица[28]
- „Чакащата майка“ – Копривщица – местност Рейница – Копривщица[29]
- „В сърцето на Средна гора“ – Копривщица – местност Сополивите камъни – Копривщица[30]
- „С благословията на християнските светци“ – Копривщица – параклис „Св. Спас“ – връх Св. Илия – местност „Чумина“ – местност „Билото“ – връх Св. Атанас – Копривщица[31]
- „По стария път за Пловдив“ – Копривщица – местност „Кемера“ – местност „Късо бърдо“ – река Меде дере – Копривщица[32]
- „Покорете средногорския първенец“ връх Богдан – Копривщица – връх Богдан – Копривщица[33]

### Маршрути по Борис Пулеков[34]
- Връх Богдан – на 12 км. от . с хижа „Богдан“, От върха се открива великолепна гледка на централния масив от Стара планина, Карловската долина, Пловдивското поле с Родопите, Рила и други. Отива се по три различни пътеки: а) по течението на Крива река, която извира от него; б) по билото на вододела „Крецул“, в дясно от реката – по шосето за Пловдив, от „Щурньов мост“ на ляво по „Крецул“ и на върха; в) по билото на водопада в ляво от Крива река през връх Св. Никола, покрай връх Буленец и връх Св. Илия, покрай „Будакова чешма“ през „Бяло поле“, „Дебели дол“, „Еловица“ и на Богдан. За връщане най-удобно е по Крива река или през „Крецул“.
- Връх Бялия камък, на 6 км. от града. Тръгва се по течението на река Петрешка – нагоре по „Кривулите“, покрай „Чатал чучур“, през Чуминска река и на изток – Бялият камък. За връщане – удобно е през „Будакова чешма“, покрай връх Свети Илия, връх Буленец, връх Свети Никола и в града.
- Местност „Чумина“,[35] на 5 км. от града – по течението на река Петрешка, нагоре по „Кривулите“, покрай „Чатал чучур“, надолу по Чуминска река и в гората край нея. За връщане, удобно е през местността „Билото“ и Арнаут махала.
- Местност „Магарешко бърдо“ и Чуминска река, на 10 км. от града. Отива се пеша през Арнаут махала, по местностите „Билото“ и „Магарешко бърдо“. За връщане по същия път или се слиза по Чуминска река, през река Тополница, изкачва се на Софийското шосе и по него към града – нагоре.[36]
- Местност „Златенско“ – на 7 км. от града. Отиване – пеша, по шосето за София до „Гръми дол“, от там по старото шосе нагоре. Връщане по същия път, с отбиване в каменната пещера, намираща се под раздела на новото от старото шосе, към реката.[37]
- Местност „Климаш“ – на 7 км. от града. От върха се открива великолепна гледка към Балкана, Златишката долина и разклоненията на Средногорието. Отива се пеша по пътеката зад връх Св. Димитрия, покрай местност „Пулека“, „Почекова чешма“, местност „Рошава могила“, „Груев гроб“, през „Безистена“ – на връх „Климаш“. Връщане по същия път.[38]
- Местност „Куфорите“ – на 8 км. от града. Отива се пеша покрай Бяла река, местностите „Равна поляна“, „Бучовица“, Елови рът“, покрай „Атанасови колиби“, през „Чербул“, (почивка на „Мавродийски кладенец“) обратно нагоре по Куфоришката река, през дерето на „Рагаджовица“ нагоре, на извора „Бялата вода“. Връщане – надолу по горската пътека на „Равна поляна“ и по течението на Бяла река.
- Местност „Бич“ – на 7 км. от града. Добро място за престой – на близкия извор „Бялата вода“. Отива се пеша през местността „Гергьовден“, между върховете Поп и Попадия, покрай върха Големи поп и нататък по хубавия път до „Бич“. Връщане по същия път или през гората „Андрейка“, на „Равна поляна“ и по Бяла река – в града.
- Местност „Шириней“, на 7 км. от града. Има хубав изглед към склоновете на „Чалъкова рътлина“. През там минава Ширинейската река. Отива по шосето за Пловдив, на дясно от „Щурньов мост“ и през местността „Корията“. Връщане по същия път.
- Връх Буная (1566 м.) на 11 км. от града. Там е силния извор „Три кладенци“ – началото на река Тополница. Отива се през местностите „Корията“, „Шириней“, „Серйовица“, „Три кладенци“ и на Буная. От него се открива великолепна гледка: виждат се Пловдивското поле с Родопите, Рила, Ихтиманска Средна гора и Централния Балкан. Връщане по същия път или по „Ширинейския рът“ надоле по „Ширинейската река“ и Пловдивското шосе.[39]
- Обиколна екскурзия с обща дължина около 25 км. Тръгване пеша през „Гергьовден“, между върховете Поп и Попадия, покрай връх Големи поп, през „Бич“, по „Равнака“ – на „Три кладенци“ и връх Буная. От там надолу по „Ширинейски рът“, през „Боюв шамак“, „Пухови могили“ и по Пловдивското шосе – в града.
- Местност „Странето“ – на 9 км. от града. Отива се пеша по шосето за Пловдив, през местностите „Джофарица“, „Сополивите камъни“ при тях на ляво от шосето, през „Хаджи Яков трап“ – в „Странето“. Връщане по същия път.
- Местност „Меде дере“ – на 9 км. от града. Там минава реката със същото име. Отива се по шосето за Пловдив, през местността „Раейнеца“, местността „Мръзян“, училищната дъбова кория и в дерето. Връщане през „Каменния мост“, покрай „Бобева чешма“, по стария пловдивски път през „Сивека“ – в града.
- Местност „Катуна“, на 12 км. от града. Отива се пеша по шосето за Пловдив (стария път), през „Сивека“, и „Бобева чешма“, надолу през „Камения мост“ минаващ върху Меде дере и през „Късо бърдо“ – на „Катуна“. Връщане по същия път.
- Местност „Три полени“ на 15 км. от града. Може да се направи отбиване по пътя в Пискюл дере, където гората е много интересна със своите лиани и в „Бабанакови колиби“. Отива се пеша по старото шосе за Пловдив, което се отбива наляво от сегашното при „Сивека“, покрай „Азански чучур“, през „Медедърския мост“, и през моста на Пискюл дере в местността „Три полени“. Връщане по същия път или с отбиване при дълбокия завой, между „Азански чучур“ и „Азански мост“, нагоре през местността „Черешата“ – към града.
- Обиколна екскурзия, маршрут около 30 км. Отива се пеша по шосето за Пловдив, от „Щурньов мост“ на ляво по вододела „Крецул“, от там на „Банчови колиби“, намиращи се при извора на река „Меде дере“, през „Сечемека“ и „Бросуча дупка“, „Кръстьова поляна“, през „Банчова поляна“ надолу по „Лясковец“ до старото Пловдивско шосе. После по него на север през „Медедърския мост“, покрай „Азански чучури“, все по шосето през „Азански мост“, покрай „Бобева чешма“, по „Сивека“ – към града.
- Местност „Св. Спас“, на югоизток от върха Богдан – на около 18 км. от града. Отива се пеша по шосето за Пловдив, в ляво по вододела „Крецул“ по полите на върх Богдан, от там на дясно в югоизточна посока по коларския път, през местността „Чифира“, местността „Чемериките“ – на „Св. Спас“. Връщане по същия път.

### Други туристически маршрути
- Гара Копривщица – местността „Въртопа“ – хижа „Вежен“[40]

- Гара Копривщица – крепост „Калето“ – рид „Калето“ – местност „Портите“[41]

- Гара Копривщица – язовир „Душанци“.[42]

- Град Хисаря – хижа „Фенера“ – 6 ч., хижа „Фенера“ – хижа „Чивира“ – 3 ч., хижа Чивира – хижа „Богдан“ – 2 ч., хижа „Богдан“ – гр. Копривщица – 2 ч.[43]

- Екопътека „Тракийски могили“ – мандрата „Дядо Либен“ – параклис „Свети Спас“ – тракийска могила – гроб на Иван Джартазанов[44]

## В околностите

### Туристически хижи
- Хижа „Богдан“ – (не функционира)[45] БТС и Община Копривщица подемат дарителска кампания за възстановяването и.[46]Хижата е на височина 1552 м. Изходни пунктове Копривщица (3 ч.) и Клисура (5 ч.)[45]

- Хижа „Чивира“ – (не функционира) – намира се в околностите на върховете Голям и Малък Богдан. Хижата е на височина 1370 м.[47]Изходен пункт село Старосел.[45]

- Хижа „Барикадите“ – (не функционира) – Хижата е на височина 1324 м. Изходни пунктове Копривщица (4 ч.) и Старосел[45]

- Хижа „Павел Делирадев“ – Хижата е на височина 1390 м. Изходни пунктове Копривщица (3,30 ч.) и Панагюрски колонии (2,39 ч.)[45]

- Хижа „Кръстьо Чолаков“ – намира се в южното подножие на връх Бич (1449 м.) Хижата е на височина 1310 м, Изходни пунктове Копривщица (2,30 ч), Панагюрски колонии (3.30 ч.) и Панагюрище (6 ч.)[45]

- Хижа „Средногорец“ – Намира се в южното подножие на връх Малък Богдан, в местността „Чемериката“. Хижата е на височина 1485 м, Изходни пунктове Копривщица (5 ч.), село Богдан (4 ч. ), Клисура (6 ч.), Старосел (6 ч.) и село Каравелово (6,30 ч.)

- Туристически възпоменателен комплекс „Бунтовна“ – намира се в местностите „Конска поляна“ и „Кулата“. Хижата е на височина 1200 м, Изходни пунктове Копривщица (5 ч.), Стрелча (4 ч.) и село Кръстевич (2,30 ч.)[45]

- Туристическите спални на Български туристически съюз „Войводенец“ (Дрехлекова къща) и „Богдан“ (Пранжева къща)[48][45]не функционират.

### Заслони и беседки
- Заслони: Маршрути „По пътя на Кървавото писмо“ и „Хубава си, моя горо“ а) по трасето между върховете Поп и Бич, б) в местността „Каравелова поляна“, Маршрут „По хайдушките пътеки“ в местността „Хайдушки кладенец“, Маршрут „В сърцето на Средна гора – м. Сополиви камъни“ при скалната фигура, наподобяваща слон, Маршрут „С благословията на християнските светци“ при Чуминска река, Маршрут „По стария път за Пловдив“ а) при паметника на „Шестнайсетте“, б) при Бобева чешма, Маршрут „Покорете средногорския първенец връх Богдан“ при а) Гацова чешма, б) Плачков кладенец.[49]
- Беседки: Маршрут „Изпроводяк на копривщенските гурбетчии“ след отклонението към местността „Сополивите камъни“ при гроба на Аврелиан, Маршрут „По хайдушките пътеки“ на „Вододела“ (билото, на запад от града) между Копривщица и с. Душанци, Маршрут „Чакащата майка“ в местността „Рейница“, Маршрут „С благословията на християнските светци“ в местността „Водопоя“.[49]